# (10085) 1990 QF5
1990 كيو أف 5 (ويعرف أيضًا باسم (10085) 1990 كيو أف 5 وفق تسمية الكوكب الصغير) (بالإنجليزية: 1990 QF5)‏ هو كويكب ضمن حزام الكويكبات؛ وترتيبه 10085 من حيث الاكتشاف.
اكتُشف هذا الجُرم الفلكي بواسطة هنري هولت إي في 25 أغسطس 1990.

## وصلات خارجية
- (10085) 1990 QF5 في قاعدة بيانات مختبر الدفع النفاث لأجرام النظام الشمسي الصغيرة

- الاكتشاف · مخطط المدار ·  العناصر المدارية · المعلمات المادية

- (10085) 1990 QF5 على موقع ويكي سكاي: DSS2, SDSS, GALEX, IRAS, Hydrogen α, X-Ray, Astrophoto, Sky Map, Articles and images